# Índice dólar

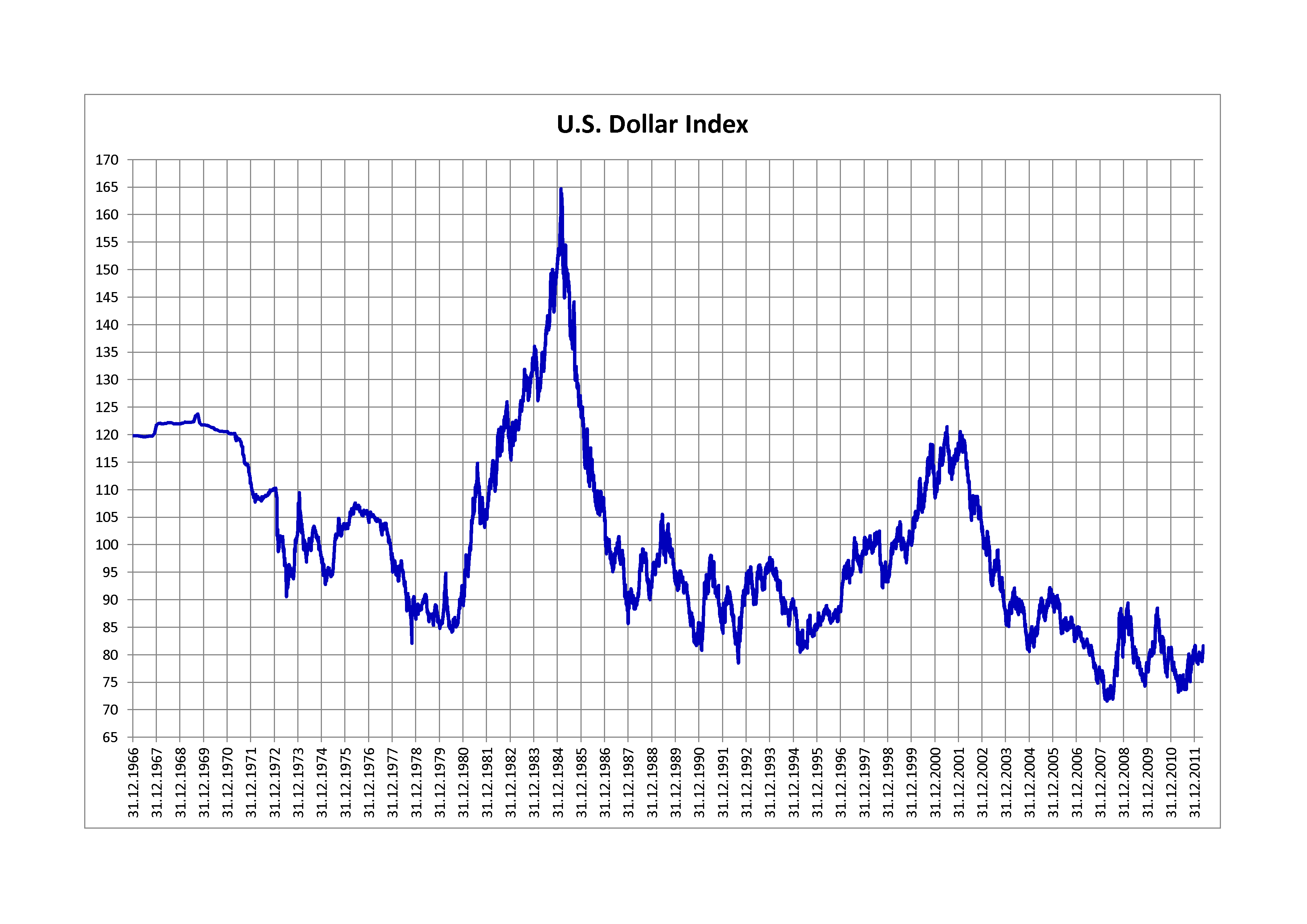
Gráfico de evolución índice dólar

El Índice Dólar (USDX) es un índice que mide el valor del dólar estadounidense con relación a una canasta de monedas extranjeras.
Es una media geométrica ponderada del valor del dólar en comparación con:
| Moneda                 |       |
| ---------------------- | ----- |
| Euro (EUR)             | 57,6% |
| Yen japonés (JPY)      | 13,6% |
| Libra esterlina (GBP)  | 11,9% |
| Dólar canadiense (CAD) | 9,1%  |
| Corona sueca (SEK)     | 4,2%  |
| Franco suizo (CHF)     | 3,6%  |

El USDX se estableció en marzo de 1973, poco después del desmantelamiento de los Acuerdos de Bretton Woods. En un principio, el valor del Índice Dólar era de 100. Desde entonces, el dólar ha alcanzado máximos de poco más de 160 y un mínimo de 70,698 el 16 de marzo de 2008.
La composición de la "canasta" ha sido alterada una sola vez, debido a que varias monedas de países europeas fueron reemplazadas por el euro desde 1999.
El USDX se actualiza siempre que estén abiertos los mercados, es decir, desde la tarde del domingo, hora de Nueva York (mañana del lunes en Asia) hasta la tarde del viernes, hora de Nueva York.
Se pueden hacer transacciones con el USDX por medio de contratos de futuros en el IntercontinentalExchange (ICE). También está disponible como Fondo Negociable en el Mercado o Exchange Traded Fund (ETF), opciones o fondos mutuos.

- Datos: Q536652